# Winthemia javana
Winthemia javana är en tvåvingeart som först beskrevs av Jacques-Marie-Frangile Bigot 1885.  Winthemia javana ingår i släktet Winthemia och familjen parasitflugor. Inga underarter finns listade i Catalogue of Life.